# New Weston
New Weston é uma aldeia localizada no estado norte-americano de Ohio, no Condado de Darke.

## Demografia
Segundo o censo norte-americano de 2000, a sua população era de 135 habitantes.
Em 2006, foi estimada uma população de 134, um decréscimo de 1 (-0.7%).

## Geografia
De acordo com o United States Census Bureau tem uma área de
0,7 km², dos quais 0,7 km² cobertos por terra e 0,0 km² cobertos por água.

## Localidades na vizinhança
O diagrama seguinte representa as localidades num raio de 16 km ao redor de New Weston.